# Kazungulabrug
Kazungulabrug is een verkeers- en spoorbrug over de Zambezi en de verzorgt een internationale verbinding tussen Zambia en Botswana nabij Kazungula. De brug werd op 10 mei 2021 opengesteld voor verkeer.

## Geschiedenis
In augustus 2007 besloten de overheden van Zambia en Botswana een deal te sluiten die de bouw van een brug zou behelzen die de dienstdoende veerboot zou vervangen.
Met de bouw van het project, dat US$ 259,3 miljoen kostte en dat ook de bouw van douanefaciliteiten in Zambia en Botswana omhelsde, werd op 12 oktober 2014 begonnen en werd afgerond op 10 mei 2021. Het werd gebouwd door de Zuid-Koreaanse aannemersbedrijf Daewoo E&C. De opening liep vertraging op door leveringsproblemen die waren ontstaan door de coronapandemie.
De bouw van de brug werd gefinancierd door Japan International Cooperation Agency en de African Development Bank. De brug is 923 meter lang, 18,5 meter breed, zijn langste overspanning bedraagt 129 meter en de brug verbindt de plaats Kazungula in Zambia met Botswana. De brug is aangelegd in een lichte boog zodat de nabije grenzen van Zimbabwe en Namibië vermeden konden worden. De brug is uitgevoerd met een enkele spoorlijn die tussen twee rijbanen loopt en beschikt over een trottoir voor voetgangers.
Bij oplevering zal de brug worden aangesloten op de spoorlijn Mosetse–Kazungula–Livingstone.